# Andreu Piquer i Arrufat
Andreu Piquer i Arrufat   (Fórnols de Matarranya, 6 de novembre de 1711 - Madrid, 3 d'agost de 1772) va ser un metge, filòsof i lògic il·lustrat.

## Biografia

### Primers anys i estudis
Andreu Piquer i Arrufat naix a Fórnols (Terol) el 17 de septembre de 1704, fill de Joseph Piquer i Josepha Arrufat. Foren els seus padrins Visenta Arrufat i Thomasa Ibañes.
Fill de pare aragonès i mare valenciana, va estudiar llatí i gramàtica a la Freixneda, i el 1727, als 16 anys, es va traslladar a València, on es va llicenciar de filosofia i medicina en la Universitat de València, el 1734. Allà el van influir en gran manera el catedràtic d'anatomia Juan Bautista Longás i Antonio García Cervera. Piquer anomenava el darrer García el Gran per considerar-lo cap de la renovació pedagògica de l'ensenyament de la medicina.

### Primeres publicacions i estada a València
En graduar-se va voler accedir a plaça en l'hospital General de València i en càtedres de la universitat, la qual cosa no va poder aconseguir en aquest moment. No obstant això, la brillantor dels seus exercicis va anar augmentant el seu prestigi i prompte va publicar Medicina vetus et nova (1735), amb influències mecanicistes.
Tot això va portar que fora nomenat oficialment per a l'estudi de problemes sanitaris de la ciutat i altres llocs.
Des de 1741 es trobava entre els amics de Gregori Maians Siscar, amistat que es va mantenir fins a la mort de Piquer i que el va influir en gran manera en la seua formació humanística, al mateix temps que el va ajudar en la seua carrera.
A les brillants actuacions i escrits, així com a la intervenció del seu amic Maians es deu que el 1742 aconseguira la càtedra d'anatomia de la Universitat de València i poc després la plaça de metge titular a l'hospital General de València. En la càtedra va donar gran importància a la dissecció, així com a la indagació microscòpica amb la publicació de Thesis medico-anatomicae.
El mateix any 1742 va entrar a formar part de l'Acadèmia Valenciana, recentment fundada per Maians, institució que no es va consolidar principalment per la insistència del seu fundador a publicar obres científicament antiquades, la qual cosa li va retreure Piquer.
El 1745 va publicar el primer volum de Física moderna, racional i experimental, en el qual va tractar diversos temes, com per exemple els fòssils, als quals anomenava "pedres figurades"; va sortir al pas de l'explicació més creacionista de l'època (vis plastica), per afirmar que es tractava de petrificacions d'éssers vius o d'algunes de les seues parts. Poc després va editar un fullet per defensar la seua Física dels atacs que va rebre.
El 1747 va publicar Lògica moderna i el 1751, Tractat de febres.

### Trasllat a la cort

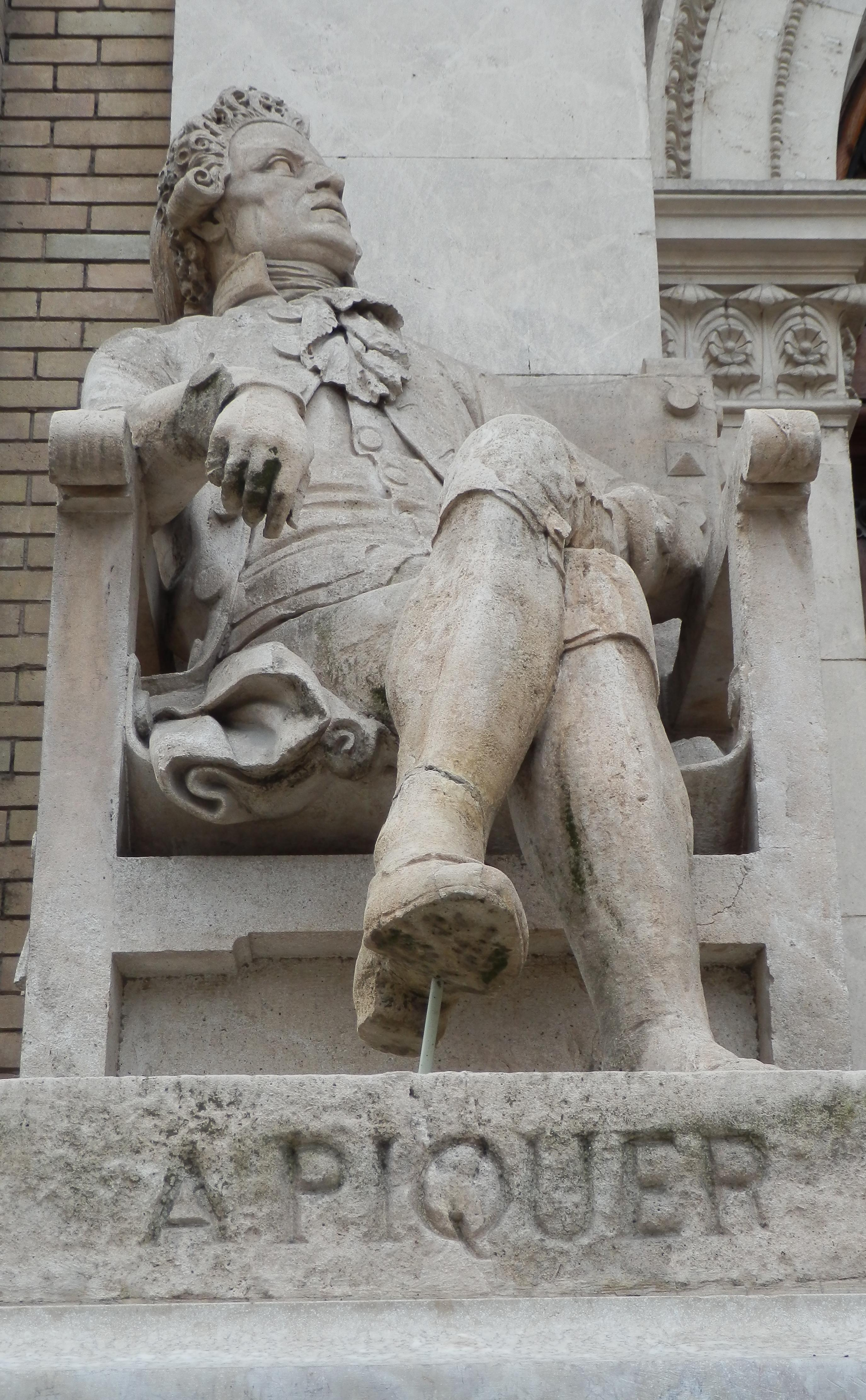
Estàtua d'Andrés Piquer, obra de Jaime Lluch, al Paranimf de la Universitat de Saragossa (Antiga Facultat de Medicina).

El 1751 el marquès de l'Ensenada va nomenar-lo metge de cambra supernumerari de Fernando VI i es va traslladar a Madrid, designació en la qual van influir tant Maians com el seu mestre Antonio García, que ja era metge reial. Va assistir al depressiu rei i a la reina Bàrbara de Bragança.
El 1752 va ser designat vicepresident de la Reial Acadèmia Medicomatritense i membre del Tribunal del Reial Protomedicat. El 1755 publica Filosofía moral para la juventud española, el contingut de la qual va molestar Maians, i s'enemistaren durant deu anys.
El 1762 va publicar Institutiones medicae ad usum Scholae Valentinae i, entre 1764 i 1766 Praxi medica.
En el seu Discurs sobre la malaltia del rei el nostre senyor Fernando VI es pot apreciar una gran rigorositat en l'observació de les malalties mentals.
Com a recompensa pels molts anys al servei del rei i a petició d'Andreu Piquer, el monarca va finançar al seu poble natal, Fórnols, la construcció de l'església amb la torre més alta de tota l'actual província de Terol.
El seu fill, Joan Crisòstom Piquer i Noguera, va ser sacerdot i doctor en teologia.

## Perfil de l'obra
Va escriure en llatí i castellà. Com a filòsof i metge tendia a l'eclecticisme i es va situar en un terme mitjà entre l'hipocratisme i la medicina experimental. Coneixia perfectament l'escolàstica, però el seduïen també les novetats estrangeres de la Il·lustració i es va mostrar com un dels principals exponents dels novatores en la primerenca il·lustració ibèrica. Va traduir al castellà en tres volums l'obra d'Hipòcrates amb el text grec i la versió llatina (1757-1770).
Física moderna racional y experimental (1745) és el primer llibre sobre aquesta matèria publicat en castellà. El mòbil que el va dur a escriure la Física va ser la falta de preparació dels escolars en el que es referia a física moderna, i el seu intent d'oferir coneixements físics útils als estudiants de medicina. Els supòsits de l'obra són totalment moderns, i així va afirmar que «la física és una ciència racional; l'experiència és el seu principal fonament».
En la Lógica moderna (1747) va passar d'un mecanicisme militant a unes idees més antisistèmiques.

## Obres
- Medicina vetus et nova (1735)
- Tratado de las calenturas (1751)
- Física moderna racional y experimental (1745)
- Lógica moderna (1747)
- Filosofía moral para la juventud española (1755)